# Лаукаа
Лаукаа (фін. Laukaa) — громада в провінції Центральна Фінляндія, Фінляндія. Загальна площа території — 825,62 км, з яких 177,09 км² — вода. 

## Демографія
На 31 січня 2011 в громаді Лаукаа проживало 18139 чоловік: 9079 чоловіків і 9060 жінок. 
Фінська мова є рідною для 98,97% жителів, шведська — для 0,13%. Інші мови є рідними для 0,89% жителів громади. 
Віковий склад населення: 
- до 14 років — 21,72%
- від 15 до 64 років — 63,44%
- від 65 років — 14,86%

Зміна чисельності населення за роками:  
| Рік  | Чисельність |
| ---- | ----------- |
| 1980 | 13676       |
| 1990 | 15730       |
| 2000 | 16548       |
| 2010 | 18142       |
| 2011 | 18139       |

## Персоналії
- Йоган Пеура (1879 — 1918) — фінський політик, революціонер.
- Отто Куусінен (1881 — 1964) — Провідний агент московських большевиків, колаборант СССР,  очільник маріонеткового уряду так званої  Фінляндської Демократичної Республіки.